# Paul Mirabel
Pour les articles homonymes, voir Mirabel.
Paul Mirabel, né le 29 novembre 1995 à Montpellier (France), est un humoriste français.

## Biographie

### Jeunesse
Né le 29 novembre 1995, Paul Mirabel passe son enfance à Montpellier. En 2005, ses parents lui achètent le DVD d’un one-man-show de Gad Elmaleh, qui le marque durablement. En avril 2018, il déclare au magazine L'Étudiant : « À l’époque, je me suis dit : « Son métier, c'est de faire rire les gens, c'est incroyable » ». Après l'obtention de son baccalauréat scientifique en 2013, il emménage à Paris pour y suivre des études de commerce.
Étudiant à la Paris School of Business dont il sort diplômé d’un grade de master en commerce, il s'essaye au stand-up en jouant dans quelques petites salles parisiennes.

### Carrière

#### Années 2010
En 2018, il prend une année de césure et décide de s’inscrire au cours Florent. Il se fait remarquer la même année en remportant la finale du prix Campus Comedy Tour, qui vise à repérer « l’étudiant le plus drôle de France » et est choisi parmi 26 candidats. Des humoristes tels que Tania Dutel et Baptiste Lecaplain sont présents sur scène, où il joue à La Cigale le sketch d’un premier rendez-vous qui tourne mal. La finale est diffusée en septembre 2018 sur la chaîne Comédie+. Il peaufine son jeu en continuant les cours de théâtre et en se produisant chaque semaine dans des cafés-concerts parisiens. Il déclare au Parisien en septembre 2019 qu’« il [lui] est arrivé de faire jusqu'à 100 scènes ouvertes par mois. Soit entre 3 et 6 par soir, tous les soirs ».
En 2019, il gagne le Best de l’humour et le grand prix du festival d'humour de Paris,. En mai 2019, l’humoriste Fary lui propose de faire la première partie de son spectacle au théâtre du Rond-Point, ce qui accroît sa notoriété. Il se produit également en première partie de Roman Frayssinet à l’Olympia le 29 mai. En juin de la même année, il apparaît quelques secondes dans l’émission Soixante de Canal+. En septembre, il intègre le Jamel Comedy Club et monte son premier spectacle à La Petite Loge, le plus petit théâtre de Paris, où il teste ses sketchs auprès du public.

#### Années 2020
Paul Mirabel se fait connaitre d’un plus large public par sa prestation au Montreux Comedy Festival, enregistrée puis publiée sur YouTube le 12 février 2020 sous le titre Je me suis fait racketter. La vidéo rencontre rapidement un grand succès, cumulant en juillet 2021 plus de 23 millions de vues et devenant l’extrait de spectacle le plus visionné de la chaine du Montreux Comedy Festival[source secondaire souhaitée].
En septembre 2020, il rejoint l’émission La Bande originale de Nagui, y présentant régulièrement un billet de quelques minutes intitulé La drôle d’humeur de Paul Mirabel. Il participe à nouveau, en novembre, à l’émission Soixante présentée par Kyan Khojandi[source secondaire nécessaire].
Son premier spectacle, intitulé Zèbre, est annoncé à Paris au théâtre du Rond-Point en mars 2021[source secondaire nécessaire] et au Splendid à partir d'avril 2021[réf. nécessaire]. À la suite de ce spectacle, Grégory Plouviez du Parisien le présente comme une « nouvelle sensation de l'humour français ». Pour la journaliste Sandrine Blanchard du Monde, il est devenu un « humoriste en vogue ».
En avril 2021, Paul Mirabel participe également à des mini-films humoristiques en compagnie d'Az pour Canal+.
En septembre 2021, il participe à la 8e édition des duos impossibles de Jérémy Ferrari en compagnie de Camille Cerf.
Les 6 et 7 décembre 2021, Paul Mirabel revient pour diriger le gala de clôture de l'édition 2021 du Montreux Comedy Festival. Dans son rôle de maître de cérémonie, il est épaulé par des fidèles de la scène de Montreux, ainsi que des stars confirmées comme Gad Elmaleh, Jérémy Ferrari ou encore Florence Foresti et Jamel Debbouze.
Le 19 juillet 2022, il participe au Marrakech du rire 2022 : les 10 ans, au côté de célébrités comme Kev Adams, Nawell Madani ou Élie Semoun.
En 2023 il participe à la Saison 3 de LOL : qui rit, sort !, où il atteint la finale. Sa stratégie de mutisme face aux autres candidats et de prise de risque minimale pour les faire perdre a suscité une vague de haine sur les réseaux sociaux .
Le 23 février 2024 il remet le César des meilleurs effets visuels à la 49e cérémonie des Césars.
A partir de septembre 2024 il joue sur scène son spectacle Par Amour, qu'il joue plusieurs fois au Théâtre des Variétés à Paris avant de partir le jouer dans le reste de la France ainsi que dans d'autres pays francophones comme la Belgique, la Suisse, le Luxembourg et le Québec.

### Vie privée
En juin 2025, le blogueur français Aqababe prétend que Iris Mittenaere aurait couché avec Paul Mirabel lors d’une soirée à l’hôtel du Collectionneur dans le 8e arrondissement de Paris alors qu'elle était en couple avec Diego El Glaoui, ce dernier confirme par la suite les propos d'Aqababe,.

## Spectacles
- 2021 : Zèbre
- 2024 : Par amour

## Filmographie
- 2022 : Classico de Nathanaël Guedj et Adrien Piquet-Gauthier : Kiki
- 2023 : Un homme heureux de Tristan Séguéla : Luc Leroy
- 2025 : Banger de So Me : Stuart

## Télévision
- 2021 : Jeune et Golri (série) : Paul
- 2022 : Sur Place ou a emporter sur Comedie + (Serie) : Paul
- 2023 : LOL : qui rit, sort ! sur Amazon Prime (émission)

## Distinctions

### Récompenses
- Gagnant de l’Artishow a Nanterre Université en 2017[réf. souhaitée]
- Gagnant du Campus Comedy Tour de 2018[2].
- Prix du jury lors du Festival Artishow de Nanterre, en 2018[réf. nécessaire].
- Prix du jury aux Lions du rire en 2019[30].
- Lauréat des Best de l'humour en 2019[7].
- Lauréat du Grand Prix du Festival d'humour de Paris en 2019[réf. nécessaire].
- Coup de cœur du Line-Up parisien de Montréal, en 2019[réf. nécessaire].
- Lauréat du One-(wo)man show de l'année au Fnac Spectacles awards 2022[31]
- Molières 2025 : Molière de l'humour pour Par amour